# 나나사토촌 (시가현)
나나사토촌(七郷村)은 시가현 이카군에 설치되었던 촌이다. 현재의 나가하마시 북동부에 해당한다.